# Myprotein
Myprotein — це британський бренд спортивного харчування, який перетворився на сімейство брендів, серед яких є Myvitamins, Myvegan, MyPRO та MP Activewear. Компанія була заснована у 2004 році Олівером Куксоном і придбана The Hut Group у 2011 році.

## Історія
Компанію Myprotein заснували у 2004 році Олівером Куксоном. У червні 2011 її придбала британська компанія електронної комерції The Hut Group.
У грудні 2015 року Myprotein оголосила про угоду з Кабінетом міністрів економічного розвитку штату Кентуккі щодо будівництва свого першого виробничого підприємства за межами Великобританії в окрузі Буллітт, штат Кентуккі. Компанія Myprotein (зареєстрована як Cend Limited) інвестувала 17 мільйонів доларів США в оренду виробничо-розподільчої бази, яка планувала створити 350 нових робочих місць у регіоні.

## Спонсорська допомога
Myprotein співпрацює з різними змагальними спортивними командами з Великобританії та Канади.
- St Helens RFC[5]
- Воррінгтон Вулвз[6]
- Лондон Бронкос[7]
- Продаж акул[8]
- Бернлі[9]
- Ноттінгем Форест[10]
- Спортивний університет Ноттінгема[11]
- Вовча зграя Торонто
- Williams Racing[12]

## Суперечки
У 2014 році The Hut Group подала до суду на Олівера Куксона на 15 мільйонів фунтів стерлінгів, стверджуючи, що він та його офшорний траст завищили прибуток Myprotein до його придбання The Hut Group у 2011 році. Куксон подав до суду на 12,7 мільйона фунтів стерлінгів через порушення гарантії та шахрайське введення в оману. У жовтні 2014 року справа була передана до Високого суду в Лондоні, і після судового розгляду протягом місяця Вільям Блер у листопаді 2014 року виніс рішення, присудивши Куксону загальну чисту перемогу в розмірі 6,5 мільйонів фунтів стерлінгів відшкодування збитків.
На слуханні щодо судових витрат у грудні 2014 року суддя присудив виплату трохи менше ніж 7,5 мільйонів фунтів стерлінгів, яку має сплатити The Hut Group компанії Cookson and the Trust щодо всіх претензій і зустрічних позовів у позові та одну третину понесених витрат. від Cookson and the Trust.
Cookson and the Trust оскаржили рішення суду про відшкодування збитків The Hut Groups. Апеляційний суд відхилив апеляцію 22 березня 2016 року.